# Municipio de Cheshire (Ohio)
El municipio de Cheshire (en inglés: Cheshire Township) es un municipio ubicado en el condado de Gallia en el estado estadounidense de Ohio. En el año 2010 tenía una población de 1002 habitantes y una densidad poblacional de 12,54 personas por km².

## Geografía
El municipio de Cheshire se encuentra ubicado en las coordenadas 38°58′9″N 82°9′33″O / 38.96917, -82.15917. Según la Oficina del Censo de los Estados Unidos, el municipio tiene una superficie total de 79.89 km², de la cual 78,56 km² corresponden a tierra firme y (1,66 %) 1,32 km² es agua.

## Demografía
Según el censo de 2010, había 1002 personas residiendo en el municipio de Cheshire. La densidad de población era de 12,54 hab./km². De los 1002 habitantes, el municipio de Cheshire estaba compuesto por el 96,91 % blancos, el 0,8 % eran afroamericanos, el 0,4 % eran amerindios, el 0,3 % eran de otras razas y el 1,6 % eran de una mezcla de razas. Del total de la población el 0,4 % eran hispanos o latinos de cualquier raza.